# مذبحة فينيتسا
مذبحة فينيتسا كانت إعدامًا جماعيًا لما بين 9000 و11000 شخص في مدينة فينيتسا الأوكرانية على يد الشرطة السرية السوفيتية المفوضية الشعبية للشؤون الداخلية خلال التطهير الكبير في عامي 1937 و1938، والتي اكتشفتها ألمانيا النازية أثناء احتلالها لأوكرانيا في عام 1943.  وتزامن التحقيق الذي أجرته لجنة كاتين الدولية لأول مرة في الموقع مع اكتشاف موقع مماثل لقتل أسرى الحرب البولنديين في مجزرة كاتين . ومن بين 679 قتيلاً حددهم الألمان في عام 1943، كان هناك أيضاً عدد معين من الروس و28 بولندياً (وفقاً لأحدث البيانات، فإن عدد البولنديين الذين قتلهم جهاز الأمن السوفيتي في المدينة قد يصل إلى أكثر من 3000 شخص). استغلت الدعاية النازية ذكر المذبحة لتوضيح الإرهاب الشيوعي الذي مارسه الاتحاد السوفييتي .